# Block B
Block B（ブロックビー / 블락비）は、韓国の男性アイドルグループである。ジコ、ジェヒョ、パクキョン、テイル、ユグォン、ビボム、ピオの7人組。2011年4月15日にアルバム『Do U Wanna B ?』でデビュー。
2011年に所属事務所のBrand New Stardomからデビューを果たし、2013年にsevenseasonsに移籍した。日本での所属事務所はアービング。

## 経歴

### 2011年
- 2月 - チョPDは｢韓国のエミネムプロジェクトの創造｣の下で7人のヒップホップグループを作るために140万ドルを費やすと発表。
- 4月14日 - アルバム『Do U Wanna B ?』でデビュー[2]。
- 4月15日 - デビュー前にWINNERの宋旻浩(ソン・ミンホ)とPHANTOMのハネが候補生としていたが、事情によりこの2人を除いた7人でBlock Bとして、KBSミュージックバンクでデビュー曲「Freeze！」でライブデビュー。また、別のタイトル「Wanna B」を後続リリースした。
- 6月23日 - 初のミニアルバム｢New Kids on the Block｣を発売。

### 2012年
- 2月 - 2枚目のミニアルバム『Welcome to the Block』を発売。
- ゴリラダンスなど自由奔放なパフォーマンスで人気を得る[3]。一方で、タイ洪水の被害者に対し「タイの皆さんに金銭的な援助をお手伝いできるのなら、7000ウォン（約700円）ほど寄付したい」と発言した内容がインターネットで公開され、タイ王国から強い批判を受けた。冗談を言ったつもりだったが言葉を誤ってしまったと後日メンバー全員で謝罪した[4]。
- 10月17日 - 初のフルアルバム『BLOCKBUSTER』を発売。ソウル市広津区広壮洞AX-KOREAで「Block Bカムバックミニコンサート」開催[5]。

### 2013年
- 1月4日 - 所属事務所スターダムエンターテインメントの代表であるチョPDに対し、収益金を精算に関するトラブルを理由にソウル中央地方裁判所に専属契約の効力停止仮処分を申請[6]。
- 8月28日 - スターダムエンターテインメントとメンバーとの合意によりスターダムは新たに設立されたマネジメント会社「セブンシーズンズ」にメンバーの専属権を移譲[7]。
- 10月2日 - ミニアルバム『Very Good』でカムバック。沈黙期間後にも関わらずデビュー後初の1位を獲得した[8]。
- 12月28日 - 東京での単独コンサート「BLOCK B JAPAN LIVE IN JAPAN」を開催[9]。

### 2014年
- 4月16日 - 『Jackpot』がリリースされる予定だったが、セウォル号沈没事故により発売延期を決定[10]。
- 5月17日～5月24日 - 国内初の単独コンサート｢2014 BLOCKBUSTER｣をソウルと釜山にて開催[11]。
- 6月22日 - アメリカ3都市でのショーケース『Showcase Live in USA』を開催[12]。（6月27日まで）
- 7月24日 - ミニアルバム『HER』をリリース。アルバムには発売延期していた「Jackpot」も収録[13]。
- 11月22日 - アンコールコンサート｢2014 BLOCKBUSTER REMASTERING｣をソウルにて開催[14]。

### 2015年
- 1月21日 - シングル『Very Good』にて日本公式デビュー[15]。
- 2月25日 - ソウルにて国内初の公式ファンミーティング開催。[16]。
- 2月27日 - フランス・パリにて初のヨーロッパツアー開催。以降同月から3月にかけてライブ開催[17]。
- 3月 - テイルのソロ曲『Inspiring』リリース。
- 5月27日 - 日本での2枚目のシングル『HER (Japanese Version)」をリリースし、日本4都市ツアー開催[18]。
- 9月 - パッキョンのソロ曲『Ordinary Love』リリース。
- 10月 - ジコのソロ曲『Tell Me Yes Or No』リリース。
- 11月 - 2度目のアメリカツアー開催。ジコのソロ曲『Boys and Girls』リリース。
- 12月 - ジコのソロ初ミニアルバム｢GALLERY｣発売。

### 2016年
- 1月 - ジコのソロ曲『I am you, you are me』リリース。
- 2月 - 日本での3枚目のシングル『Jackpot (Japanese Version)』をリリース。
- 4月 - 『Toy』にてカムバック。「Toy」を含む5枚目のミニアルバムとなる『Blooming Period』を発売。ソウルにて単独コンサート｢2016 BLOCKBUSTER LIVE｣を開催。
- 5月 - パッキョンのソロ曲『Inferiority Complex』リリース。
- 6月 - 日本での4枚目のシングル『Toy (Japanese Version)』をリリース。
- 11月 - ジコがCrush、DEANと共に『BERMUDA TRIANGLE』をリリース。
- 12月 - パッキョンのソロ曲『OgeulOgeul』リリース。

### 2017年
- 1月 - パッキョンのソロ初のミニアルバム『NOTEBOOK』を発売。
- 2月 - デジタルシングルにて『YESTERDAY』リリース。2度目のヨーロッパツアー開催。
- 3月 - 日本での5枚目のシングル『YESTERDAY (Japanese Version)』をリリース。
- 6月 - テイルのソロ曲『Love or Not』リリース。
- 9月 - 日本のアーティストとコラボした『PROJECT-1』を発売（テイル、ビボム、ジェヒョ、ユグォン、ピオが参加）。ピオ初のソロ曲『MEN'z NIGHT』をリリース。
- 11月 - 『Shall we dance』でカムバック。タイトル曲を含む6枚目のミニアルバム『MONTAGE』を発売。フォトエッセイ「Block B」を発売。
- 12月 - 日本でのミニアルバム『MONTAGE ～JAPAN EDITION～』を発売。

### 2018年
- 1月8日 - タイトル曲「Don't Leave」を含むリパッケージアルバム『Re:MONTAGE』をリリース[19]。
- 1月27日 - ソウルにて単独コンサート「MONTAGE」を開催（1月28日まで）。
- 2月14日 - 日本3都市ツアー「Block B 2018 BLOCKBUSTER IN JAPAN」スタート[20]。
- 6月6日 - 日本オリジナルのベストアルバム「Block B THE BEST」リリース[21]。
- 11月23日 - 所属事務所がメンバーのジコの契約終了と今後のグループの活動について、軍隊入隊時期の関係上、個人活動とユニット活動が主とすることを発表[22]。
- 12月10日 - メンバーのジェヒョが入隊[23]。

### 2019年
- 1月11日 - メンバーのジコが事務所『KOZ Entertainment』を設立し独立[24]。
- 6月27日 - メンバーのテイルが入隊[25]。
- 10月10日 - メンバーのビボムが入隊[26]。
- 12月3日 - メンバーのユグォンが初のソロシングル『RISE UP』を発売[27]。
- 12月6日 - ジェヒョが入隊3週目の訓練中に持病である右膝関節、外側大腿筋軟骨軟化症、外側半月板部分損傷を再発し帰宅措置を受けその後、治療に専念して2019年3月21日に再入隊したが、再び病状による当日帰宅措置を受けた。2019年9月30日に現在の居住地の近くである釜山兵務庁で再び身体検査を行い、精密検査のため2019年11月4日には精密検査指定兵務庁である大邱慶北地方兵務庁で検査を行ったところ、身体等級5級の兵役（免除）処分を受けた。

### 2020年
- 5月18日 - メンバーのユグォンが入隊[28]。
- 7月30日 - メンバーのジコが入隊[29]。
- 8月1日 - Block B JAPAN OFFICIAL FANCLUBがオープン[30]。
- 10月19日 - メンバーのパク・キョンが入隊。

### 2021年
- 1月4日 - メンバーのテイルが除隊。
- 4月27日 - メンバーのビボムが除隊。
- 9月11日 - メンバーのピオがセブンシーズンズとの専属契約を終了。
- 11月21日 - メンバーのユグォンが除隊。

### 2022年
- 3月28日 - ピオが入隊。
- 4月29日 - ジコが除隊。

### 2023年
- 1月4日 - ジェヒョ、ビボム、ユグォンがKQ Entertainmentとの専属契約を終了。
- 9月27日 - ピオが除隊。

### 2024年
- 9月6日 - ジコがMCを務める「The Seasons - ジコのアーティスト」最終回に7人全員の完全体で出演。「HER」「NILLILI MAMBO」「Very Good」「YESTERDAY」を披露した他、2025年にカムバック予定であることを発表した。[31]

## メンバー
| 芸名                        | 本名                     | 生年月日               | プロフィール | 詳細                            |
| --------------------------- | ------------------------ | ---------------------- | --- | ------------------------------- |
| ジコ (ZICO・朝: 지코)       | 우지호 (ウ・ジホ)        | 1992年9月14日（32歳）  | - ポジション：メインラッパー、プロデューサー、リーダー - 出身地: 韓国ソウル特別市麻浦区上岩洞 - 血液型：O型 - 学歴:慶熙大学校大学院ポストモダン音楽学科                                                | →詳細は「 ジコ 」を参照         |
| ジェヒョ (JAEHYO・朝: 재효) | 안재효 (アン・ジェヒョ） | 1990年12月23日（34歳） | - ポジション：サブボーカル - 出身地: 韓国ソウル特別市麻浦区上岩洞 - 血液型：A型 - 学歴:グローバルサイバー大学放送芸能学科                                                                              | →詳細は「 ジェヒョ 」を参照     |
| パクキョン (PARK KYUNG)     | 박경 (パク・キョン)      | 1992年7月8日（32歳）   | - ポジション：リードラッパー - 出身地: 韓国ソウル特別市麻浦区 - 血液型：B型 - 学歴:グローバルサイバー大学放送芸能学科                                                                                  | →詳細は「 パク・キョン 」を参照 |
| テイル (TAEIL・朝: 태일)    | 이태일 (イ・テイル)      | 1990年9月24日（34歳）  | - ポジション：メインボーカル - 出身地: 韓国ソウル特別市江南区 - 血液型：AB型 - 学歴:グローバルサイバー大学放送芸能学科 - 別ユニット 2018年からユグォンとのボーカルユニットT2Uとしても活動中            | →詳細は「 テイル 」を参照       |
| ユグォン (U-KWON)           | 김유권 (キムユグォン)    | 1992年4月9日（33歳）   | - ポジション：リードボーカル、リードダンサー - 出身地: 韓国京畿道水原市 - 血液型：A型 - 学歴:デジタルソウル文化芸術大学演技芸術学科 - 別ユニット 2018年からテイルとのボーカルユニットT2Uとしても活動中 | →詳細は「 ユグォン 」を参照     |
| ビボム (B-BOMB・朝: 비범)   | 이민혁 (イ・ミニョク)    | 1990年12月14日（34歳） | - ポジション：メインダンサー、サブボーカル - 出身地: 韓国ソウル特別市衿 - 血液型：A型 - 学歴:グローバルサイバー大学放送芸能学科                                                                        | →詳細は「 ビボム 」を参照       |
| ピオ (P.O・朝: 피오)        | 표지훈 (ピョ・ジフン)    | 1993年2月2日（32歳）   | - ポジション：サブラッパー - 出身地: 韓国ソウル特別市麻浦区 - 血液型：B型 - 学歴:グローバルサイバー大学放送芸能学科                                                                                    | →詳細は「 ピオ 」を参照         |

## サブユニット

### メンバー
| 名前                      | 本名                  | 備考                           |
| ------------------------- | --------------------- | ------------------------------ |
| ユグォン (U-KWON)         | 김유권 (キムユグォン) | ボーカル、リーダー(日本語担当) |
| ビボム (B-Bomb・朝: 비범) | 이민혁 (イ・ミニョク) | ボーカル                       |
| ピオ (P.O・朝: 피오)      | 표지훈 (ピョ・ジフン) | ラッパー                       |

### 経歴
- 2015年4月 - ユグォン、ビボム、ピオの3人によるユニットBASTARSが結成され、｢Conduct Zero｣をリリース[32]。
- 2016年10月 - 初の日本書き下ろし曲｢My Zone｣をリリース。Bastarzが2枚目のミニアルバム｢WELCOME 2 BASTARZ｣を発売。
- 2019年4月4日 - BASTARZ3rdミニアルバム「I'm a mess.」リリース。（音源は2019年3月28日に配信）[33]。

## 作品

### 韓国

#### シングル
| 1st | Do U Wanna B? (2011年4月14日)         | 1. Wanna B 2. 그대로 멈춰라! 3. 나만 이런거야? |
| 2nd | JACKPOT (2014年4月16日予定 →発売延期) | -                                              |

#### デジタルシングル
- Be the light(2013年)
- 몇 년 후에 （A Few Years Later）(2016年3月28日)
- YESTERDAY(2017年2月6日)

#### ミニアルバム
- New Kids on the Block(2011年6月23日)
- Welcome to the Block(2012年2月2日)
- Welcome to the Block(2012年5月3日)- Repackage
- Very Good(2013年10月2日)
- HER(2014年7月24日)
- Blooming Period(2016年4月11日)
- MONTAGE(2017年11月7日)
- Re:MONTAGE(2018年1月8日) - 「MONTAGE」のRepackage

#### フルアルバム
- BLOCKBUSTER(2012年10月17日)

#### サウンドトラック
| TAEIL,JAEHYO,B-BOMB,U-Kwon          | MBCドラマOST「丸ごと私の愛」 | ｢Babababa｣      | 2011年8月17日  |
| TAEIL,U-Kwon,P.O                    | SBSドラマOST「ファントム」   | ｢Burn Out｣      | 2012年6月5日   |
| TAEIL,B-BOMB,JAEHYO,P.O             | MBCドラマOST「千番目の男」   | ｢Your Umbrella｣ | 2012年10月11日 |
| B-BOMB,JAEHYO,Park Kyung,U-Kwon,P.O | SBSドラマOST「秘密の門」     | ｢Secret Door｣   | 2014年9月22日  |

### 日本
最高位はオリコンランキング。

#### シングル
| 1st | 2015年1月21日 | Very Good | 5位 |
| 2nd | 2015年5月27日 | HER       | 7位 |
| 3rd | 2016年2月24日 | Jackpot   | 5位 |
| 4th | 2016年6月15日 | Toy       | 2位 |
| 5th | 2017年3月29日 | YESTERDAY | 7位 |

#### ミニ・アルバム
| 1st | 2017年12月6日 | MONTAGE ～JAPAN EDITION～ | 7位 |

#### スタジオ・アルバム
| 1st | 2016年10月26日 | My Zone | 7位 |

#### ベスト・アルバム
| 1st | 2018年6月20日 | Block B THE BEST | 14位 |

## 映像作品

### 韓国

#### MV
| Freeze!                            | 2011年4月13日  |
| Tell Them                          | 2011年6月22日  |
| NalinA                             | 2012年2月1日   |
| Close My Eyes                      | 2012年4月29日  |
| Action (RMX)                       | 2012年5月8日   |
| NILLILI MAMBO                      | 2012年10月16日 |
| Be the light                       | 2013年9月22日  |
| Very Good                          | 2013年10月1日  |
| Very Good Maximum Close Up Version | 2013年10月7日  |
| Very Good Dance Like BB Version    | 2013年10月15日 |
| JACKPOT                            | 2014年4月14日  |
| JACKPOT Behind cut                 | 2014年7月17日  |
| HER                                | 2014年7月23日  |
| A Few Years Later                  | 2016年3月27日  |
| Toy                                | 2016年4月10日  |
| Toy Dance practice                 | 2016年4月20日  |
| Walkin' in the rain Live film      | 2016年4月21日  |
| YESTERDAY                          | 2017年2月6日   |
| Shall We Dance                     | 2017年11月7日  |
| Don’t Leave                        | 2018年1月8日   |

#### DVD
- リパッケージCD「Welcome to the Block」（2012年）
- BBC World Camp(2013年)
- PRODUCTION DVD「VERY GOOD」（2014年）
- Very Good Production DVD｢'B'ifferent｣(2014年)
- ｢JACKPOT｣PRODUCTION DVD(2014年)
- Block B 1st Concert｢BLOCKBUSTER(2015年)
- H.E.R MUSIC STORY DVD(2015年)
- 「THE “WARUGAKI” LIVE PACKAGE 2015」（2015年）
- Blooming Period Production Note(2016年)
- 「THE“WARUGAKI”LIVE PACKAGE 2016（～SHOWDOWN H～ ～SHOWDOWN S～）」（2016年）
- 2016 Live Concert Blockbuster(2017年)

## コンサート

### 韓国
- 「2014 BLOCKBUSTER」(2014年5月17～18日ソウルオリンピック公園オリンピックホール、2014年5月23～24日KBS釜山ホール)
- 「2014 BLOCKBUSTER REMASTERING」(2014年11月22～23日 ソウルオリンピック公園SKハンドボール競技場)
- 「2016 BLOCKBUSTER LIVE」（2016年4月2～3日オリンピック公園体操競技場）
- 「MONTAGE」（2018年1月27～28日チャムシル室内体育館）

### 日本
- 「Block B Christmas Live」（2011年12月19日Zepp Tokyo、2011年12月21日Zepp Osaka）
- 「Welcome to the Block "NANRINA CONCERT"」（2012年5月3日Zepp Nagoya、2012年5月5日Zepp DiverCity）
- 「"Block.B-BLOCKBUSTER" SHOWCASE IN JAPAN」（2012年12月9日 舞浜アンフィシアター）
- 「Special Comeback Stage」（2013年11月22日特殊陶業市民会館）
- 「COMEBACK LIVE IN JAPAN」（2013年12月28日大宮ソニックシティ）
- 「Block B 2015 HAPPY NEW YEAR LIVE SHOW」（2015年1月16～17日Zepp DiverCity Tokyo）
- 「Block B JAPAN TOUR 2015～WARUGAKI SHOWDOWN ‘Z’～」（2015年5月14～15日Zepp Tokyo、2015年5月17日 日比谷野外大音楽堂、2015年5月19～20日Zepp Namba、2015年5月23日Zeep Fukuoka、2015年5月26日Zepp Nagoya）
- 「Block B JAPAN LIVE TOUR 2016～SHOWDOWN‘H’～｣（2015年1月9～11日TDC HALL、2015年1月16～17日オリックス劇場）
- 「Block B 2016 LIVE BLOCKBUSTER IN JAPAN」（2016年5月9～10日 東京国際フォーラムホールA）
- 「Block B 2016 LIVE TOUR～SHOWDOWN ‘S’～」（2016年7月28～29日パシフィコ横浜国立大ホール、2016年8月6～7日グランキューブ大阪、2016年8月11日日本特殊陶業市民会館フォレストホール）
- 「2017 BLOCKBUSTER IN JAPAN｣」（2017年7月5～6日グランキューブ大阪、2017年7月8～9日TDC HALL）
- 「Block B 2018 BLOCKBUSTER "MONTAGE" in JAPAN」（2018年2月14～15日Zepp Nagoya、2018年2月17～18日Zepp Osaka Bayside、2018年2月20～21日Zepp DiverCity Tokyo）

### アメリカ合衆国
- 「BLOCKBUSTER」（2014年6月27日フロリダ THE FILLMORE MIAMI BEACH、2014年6月24日ワシントンDC WARNER THEATER、2014年6月22日ニューヨーク THEATER AT WESTBURY）
- 「2015 Block B US TOUR」(2015年11月11日サンフランシスコ The Warfield、2015年11月13日シカゴ Rosemont Theatre、2015年11月15日ロサンゼルス Club Nokia)

### ヨーロッパ
- 「BLOCKBUSTER in EU」（2017年2月24日オランダ・アムステルダム THE BOX、2017年2月26日フィンランド・ヘルシンキ The Circus、2017年2月28日ポルトガル・リスボン LX Factory  、2017年3月3日ハンガリー・ブダペスト HUNG EXPO、2017年3月5日イギリス・ロンドン TROXY）
- 「Block Party in Europe」（2015年2月27日フランス・パリ Le Bataclan、2015年3月1日フィンランド・ヘルシンキ The Circus、2015年3月6日、ポーランド・ワルシャワ Palladium、2015年3月8日イタリア・ミラノ FABRIQUE）

### ファンミーティング

#### 韓国
- 公式2期ファンミーティング「BEEGIN」（2015年2月15日オリンピック公園SKハンドボール競技場）
- 公式3期ファンミーティング「BEETWEEN」（2015年10月3日チャムシル室内体育館）
- 公式4期ファンミーティング「BEEUTIFUL」（2017年2月11日高麗大学ファジョン体育館）

#### 日本
- 「LIVE ARCH vol.8」（2014年1月29日Zepp Tokyo）
- 「VERY VERY GOOD!」（2014年3月21日舞浜アンフィシアター）
- 「2014 BLOCKBUSTER in JゲームAPA」（2014年5月31日舞浜アンフィシアター、2014年8月16～17日グランキューブ大阪、2014年8月30～31日舞浜アンフィシアター）
- 「Block B FAN MEETING IN TOKYO 2015」（2015年8月1日横浜パシフィコ）
- 「Block B JAPAN SPECIAL FAN MEETING 2015～1st Anniversary with 'B'～」（2015年9月18日中野サンプラザ、2015年9月21日オリックス劇場）
- 「Block B JAPAN SPECIAL FAN MEETING 2016～2nd Anniversary with 'B'～」（2016年11月25日神奈川県民ホール、2016年11月28日神戸国際会館）
- 「2017 Block B BASTARZ FIRST JAPAN FANMEETING」（2017年5月30～31日Zepp DiverCity Tokyo）

### イベント

#### 日本
- Block.B スペシャルDVDパッケージ初回限定版発売記念 TALK&ミニライブ（2012年3月10日ディファ有明）
- 「K-POP GOOD FRIENDS LIVE 2012 IN TOKYO」（2012年3月24日両国国技館）
- 第66回さっぽろ雪まつり 日韓国交正常化50周年記念「日韓友情まつり2015 K・J-POP FESTIVAL」（2015年2月7日ニトリ文化ホール）
- 「KCON 2015 Japan SAITAMA SUPER ARENA｣」（2015年4月22日さいたまスーパーアリーナ）
- 「LAVIE presents MTV ZUSHI FES 15 supported by RIVIERA｣（2015年8月7日リビエラ逗子マリーナ特設会場）
- 「SUPER CONCERT “The Show”2015｣（2015年10月28日さいたまスーパーアリーナ）
- 「Girls Award 2016 SPRING/SUMMER｣（2016年4月9日 代々木第一体育館）
- 「KCON 2016 Japan｣（2016年4月9～10日 幕張メッセ）
- 「a-nation island 『AsiaProgress〜5th Anniversary〜』 ｣（2016年8月4日 国立代々木競技場第一体育館）
- 「SUMMER SONIC 2016｣【ZICO】（2016年8月21日 QVCマリンフィールド＆幕張メッセ）
- 「SUMMER SONIC EXTRA SHOWCASE ZICO～SELF LINER NOTES～」【ZICO】（2016年8月22日 代官山SPACE ODD）
- 「KCON 2017 JAPAN」（2017年5月21日 幕張メッセ）

## 出演

### テレビ

#### 韓国
- SBS MTV 「MTVマッチアップ」 (2011年)
- SBS MTV 「MTVマッチアップリターンズ」 (2012年)
- Mnet「Signal B」 (2013年)
- Mnet「Block Bのでたらめ5分前」 (2014年)

### CM

#### 韓国
- オンラインゲームTales Runner(テイルズランナー) (2015年)

### ゲーム

#### 日本
シミュレーションゲームBlock B's HONEY×HUNT（ブロックビーハニーハント) (2016年)

### 受賞歴

#### 韓国
- 第6回 Melon Music Awards ミュージックスター賞 ダンス男性部門 (2014年)
- 第1回 Asia Artist Awards 歌手部門ベストスター賞受賞[36]

#### 韓国音楽番組
- MBC Music「SHOW CHAMPION」1位(2014年8月20日)
- MBC「ショー音楽中心」1位(2014年8月23日)(2015年10月3日)